# Enhetspartiet för mänskliga rättigheter
Enhetspartiet för mänskliga rättigheter, i förkortning PBDNJ för Partia Bashkimi për të Drejtat e Njeriut på albanska, är ett politiskt parti i Albanien med en ganska liberal inriktning. Partiledaren är Vasilis Melos.
Partiet grundades under namnet Omonia (Grekiska minoritetspartiet) år 1992 för att företräda den grekiska minoriteten i landet. Paritet förbjöds 1997 under Sali Berishas autokratiska regim. Omonia fick ändra namnet till det nuvarande efter att en ny lag trädde i kraft i Albanien som innebar att ett minoritetsparti måste företräda alla minoriteter i landet.
Partiet beskriver sig självt som centrist och tror på minoritetspolitik, social liberalism och medborgerlig nationalism. 
Partiet har haft platser i parlamentet ända sedan 1999 års val, tre platser 2001, två platser 2005 och en plats 2009.